# بخش ترس د فبررو
بخش ترس د فبررو پارتیدو (به اسپانیایی: Partido de Tres de Febrero) یک منطقهٔ مسکونی در آرژانتین است که در استان بوئنوس آیرس واقع شده‌است. بخش ترس د فبررو پارتیدو ۴۶ کیلومتر مربع مساحت و ۳۴۰٬۰۷۱ نفر جمعیت دارد.